# Les Cloches (Debussy)
Pour les articles homonymes, voir Les Cloches.
Les Cloches est une mélodie pour voix et piano de Claude Debussy composée en 1885 sur un poème de Paul Bourget.

## Présentation
Les Cloches, dont l'incipit est « Les feuilles s'ouvraient sur le bord des branches », est composé en 1885, sur un texte de Paul Bourget paru dans le recueil Les Aveux (Paris, Lemerre, 1882, livre second, Dilettantisme, p. 79).
À l'instar de Romance, Les Cloches est sans doute composé à la Villa Médicis.
La partition de la mélodie est publiée par Durand en 1891 puis, chez le même éditeur, au sein d'un recueil de Douze chants en 1906.

## Analyse
Les Cloches est en mi majeur, « andante quasi allegro ».
Pour la musicologue Marie-Claire Beltrando-Patier, le côté mystique de la mélodie est « donné par le motif tintinnabulant des cloches au piano, et surtout par la longue phrase vocale unissant deux vers/texte (dix pieds et cinq pieds) dans un effet de libre déclamation. Une incursion dans l'aigu et une chute spectaculaire (appoggiature expressive) datent l'œuvre et font le bonheur des interprètes ».
Le morceau existe également dans une transcription pour violoncelle et piano de Ferdinando Ronchini, éditée chez Durand en 1911.
La durée moyenne d'exécution de la pièce est de deux minutes environ.
Dans le catalogue des œuvres du compositeur établi par le musicologue François Lesure, Les Cloches porte le numéro L 66 (79).

## Discographie
- Debussy Songs vol. 1, Christopher Maltman (en) (baryton), Malcolm Martineau (piano), Hyperion Records CDA67357, 2003.
- Claude Debussy : intégrale des mélodies, 4 CD, Liliana Faraon et Magali Léger (sopranos), Marie-Ange Todorovitch (mezzo-soprano), Gilles Ragon (ténor), François Le Roux (baryton), Jean-Louis Haguenauer (piano), Ligia Digital, 2014[4],[5] ;
- Claude Debussy : The complete works, CD 21, Natalie Dessay (soprano), Philippe Cassard (piano), Warner Classics, 2018[6].